# Trois-Ponts
Trois-Ponts (Troes-Ponts en való) és un municipi belga de la província de Lieja a la regió valona. El 2006 tenia 2445 habitants.
Trois-Ponts és un petit poble turístic del massís de les Ardenes belgues situat a la confluència dels rius Amblève, Salm i Baleur. La seva principal atracció és la central hidroelèctrica de Coo.
El seu nom (Tres-Ponts seria la seva traducció en català) ve del fet que hi trobem tres ponts sobre dos cursos d'aigua diferents: Un sobre el riu Amblève i els altres dos sobre el Salm.

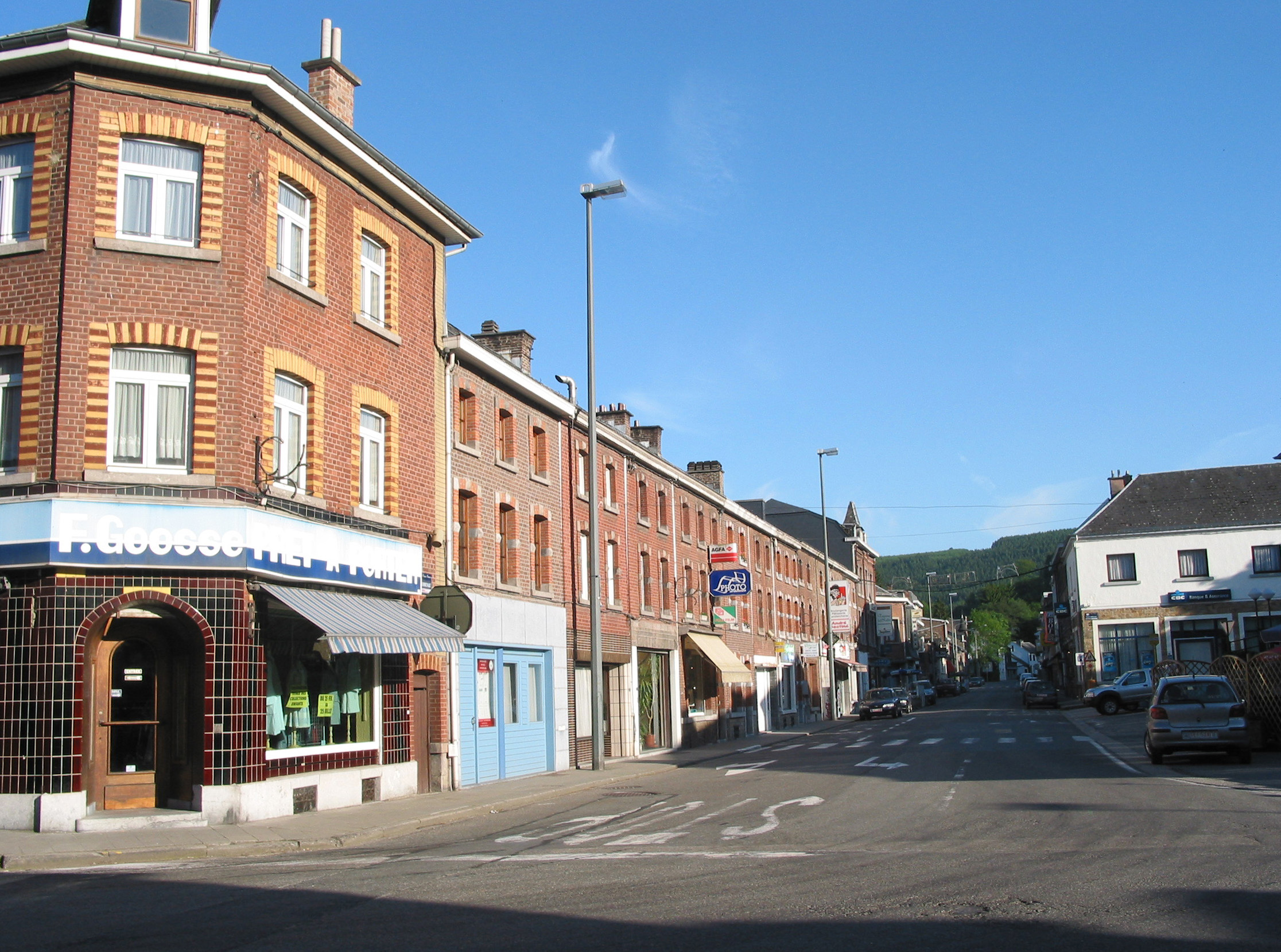
L'avinguda de la Salm
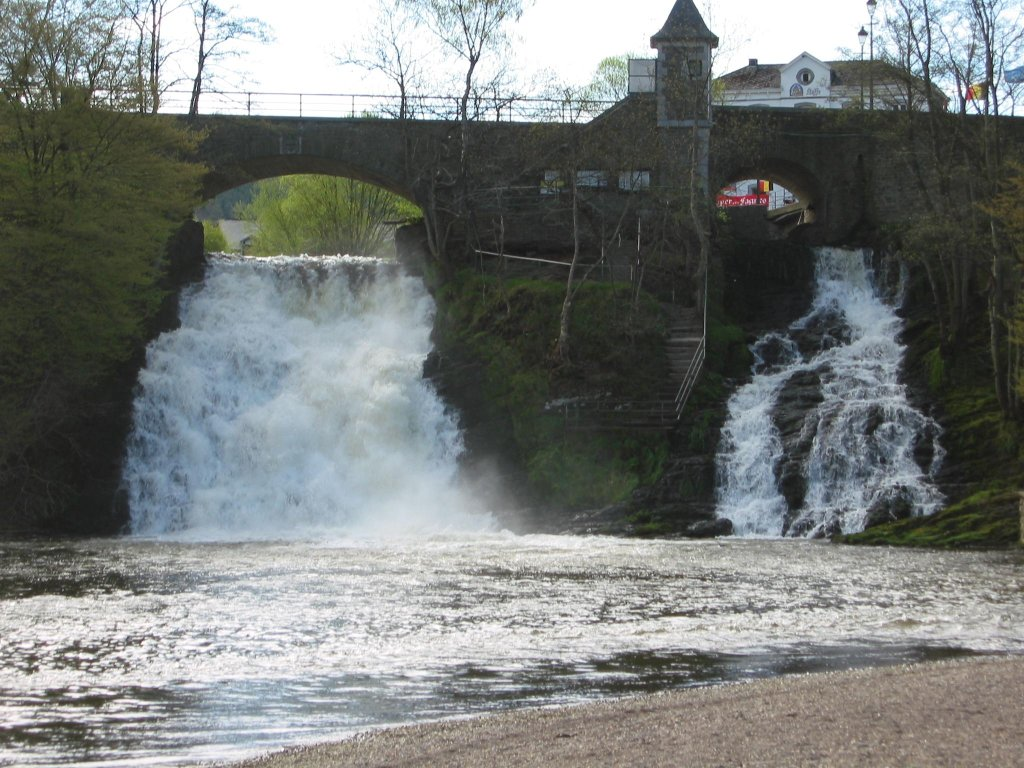
Cascada de Coo